# 觀音町

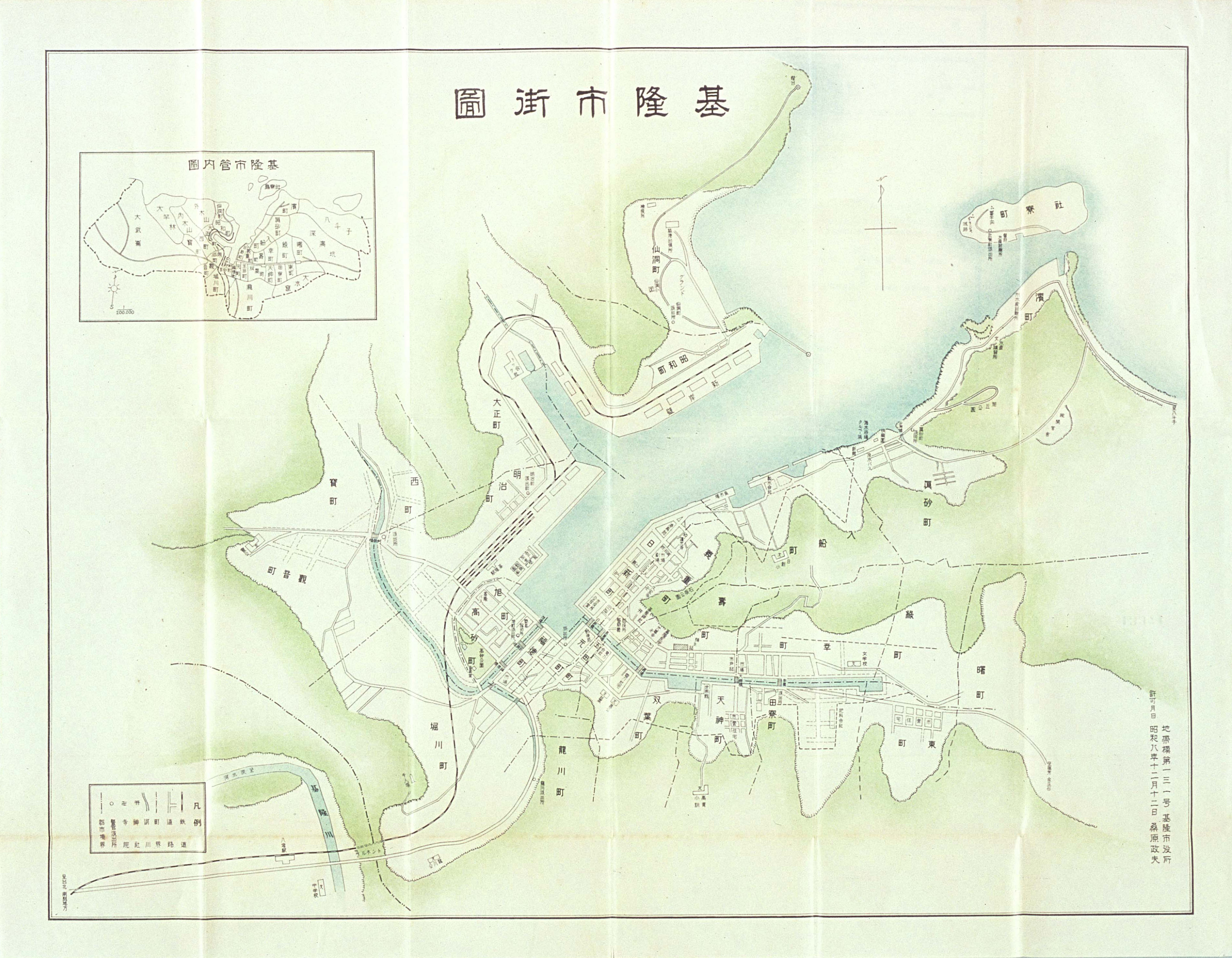
基隆市街圖

觀音町為台灣日治時期臺北州基隆市的一個町，於基隆市自昭和6年（1931年）10月1日實施町名改正後設置，位於佛祖嶺一帶，町名取自基隆慈雲寺；當地原屬於基隆市大字蚵殼港。
觀音町約為現今地籍觀音段的範圍，約為安樂區安和里、樂一里、永康里、嘉仁里。

## 町內設施
- 海南製粉株式會社（基隆粉料廠）
- 寶町市場
- 寶公學校（安樂國小）